# Greg Wheatley
Greg Wheatley (Alfred William Gregory „Dad“ Wheatley; * 20. Oktober 1882 in St Kilda; † 1. März 1961) war ein australischer Mittelstreckenläufer.
1905 und 1909 wurde er australasiatischer Meister über 880 Yards und im Meilenlauf. Bei den Olympischen Zwischenspielen 1906 in Athen wurde er Vierter über 1500 m und schied über 800 m im Vorlauf aus.
Beim Festival of Empire, mit dem die Krönung von Georg V. 1911 gefeiert wurde, wurde er Zweiter über 880 Yards.